# Tour de France 2022/4. Etappe
Die 4. Etappe der Tour de France 2022 fand am 5. Juli 2022 im Norden von Frankreich statt. Somit kehrte die 109. Austragung des französischen Etappenrennens nach drei Tagen in Dänemark in ihre Heimat zurück. Die Strecke führte von Dunkerque (Dünkirchen) über 171,5 Kilometer nach Calais. Nach der Zielankunft hatten die Fahrer insgesamt 568,9 Kilometer absolviert, was 17 % der Gesamtdistanz der Rundfahrt entspricht.

## Streckenführung
Der neutralisierte Start erfolgte in Dunkerque beim Plage de Malo-les-Bains auf der Digue des Alliés. Anschließend folgten die Fahrer dem Strand in Richtung Osten bis Leffrinckoucke, wo sie in Richtung Süden drehten. Vorbei am Fort des Dunes gelangten die Fahrer auf die D79, auf der der offizielle Start erfolgte.
Der offizielle Start erfolgte in der Nähe des Lac de Téteghem nach rund sieben Kilometern. Nun führte die Strecke auf direktem Weg über Bergues in Richtung Süden nach Cassel. Dort stand nach 30,7 gefahrenen Kilometern der Kopfsteinpflaster-Anstieg der Côte de Cassel (148 m) auf dem Programm. Dieser war als Bergwertung der 4. Kategorie klassifiziert und stand in der Vergangenheit im Programm des Eintagesrennens Gent–Wevelgem. Nun drehte die Fahrtrichtung und führte über Saint-Omer nach Lumbres in Richtung Westen, wo nach 63,2 Kilometern ein Zwischensprint ausgefahren wurde. Nach 71,8 Kilometern folgte mit der Côte de Remilly-Wirquin (133 m) eine weitere Bergwertung der 4. Kategorie. In weiterer Folge blieb das Terrain hügelig und es folgten mit der Côte de Nielles-lès-Bléquin (170 m), Côte de Harlettes (199 m) und Côte du Ventus (166 m) Bergwertungen der 4. Kategorie. Diese wurden nach 97,2 und 102,7 sowie 123,6 Kilometern überquert, ehe es in Richtung Nordwest über Marquise zurück zur Küste ging. Die Fahrer erreichten bei der Batterie Todt die D940, die sie entlang der Küste über die letzten rund 25 Kilometer nach Osten zum Zielort Calais führte.
Auf diesen letzten Kilometern passierten die Fahrer das Cap Gris-Nez und die Strände von Wissant und Strouanne. 10,8 Kilometer vor dem Ziel wurde die letzte Bergwertung des Tages beim Cap Blanc-Nez (107 m) überquert, ehe es nach der abschließenden Abfahrt flach in Richtung Ziel ging. Die letzte Bergwertung des Tages wies eine durchschnittliche Steigung von 7,5 % bei einer Länge von 900 Metern auf und war als Anstieg der 4. Kategorie klassifiziert. Das Ziel befand sich am Ende einer rund einen Kilometer langen Geraden auf der Avenue Pierre de Coubertin bei der Zitadelle von Calais.
|                            | Ort                          | Kilometer | Länge (km) | Höhe (m) | Ø Steigung |
| -------------------------- | ---------------------------- | --------- | ---------- | -------- | ---------- |
| neutralisierter Start      | Dunkerque (Digue des Alliés) |           |            |          |            |
| offizieller Start          | Leffrinckoucke (D79)         | 0         |            |          |            |
| Bergwertung (4. Kategorie) | Côte de Cassel               | 030,7     | 1,7        | 148      | 4,2 %      |
| Zwischensprint             | Lumbres                      | 063,2     |            |          |            |
| Bergwertung (4. Kategorie) | Côte de Remilly-Wirquin      | 071,8     | 1,1        | 133      | 6,8 %      |
| Bergwertung (4. Kategorie) | Côte de Nielles-lès-Bléquin  | 097,2     | 1,1        | 170      | 7,7 %      |
| Bergwertung (4. Kategorie) | Côte de Harlettes            | 102,7     | 1,3        | 199      | 6,0 %      |
| Bergwertung (4. Kategorie) | Côte du Ventus               | 123,6     | 1,1        | 166      | 4,8 %      |
| Bergwertung (4. Kategorie) | Côte du Cap Blanc-Nez        | 160,7     | 0,9        | 107      | 7,5 %      |
| Ziel                       | Calais                       | 171,5     |            |          |            |

## Rennverlauf und Ergebnis
Mit dem Führenden in der Bergwertung, Magnus Cort Nielsen (EF Education-EasyPost) und Anthony Perez (Cofidis), bildeten zwei Fahrer die Fluchtgruppe des Tages. Das Peloton gewährte den beiden einen Vorsprung von über sieben Minuten, da beide Fahrer für die Gesamtwertung keine Gefahr darstellten. Bei der ersten Bergwertung des Tages, auf dem Kopfsteinpflaster-Anstieg von Cassel, sprinteten die beiden Ausreißer noch um den Punkt, der auf der Kuppe vergeben wurde. Es setzte sich jedoch erneut Magnus Cort Nielsen durch, der im Rahmen der 109. Austragung auch alle anderen vorherigen Bergwertungen gewonnen hatte. Im weiteren Rennverlauf überließ Anthony Perez dem Dänen die anschließenden vier Bergwertungen und holte sich im Gegenzug den Zwischensprint in Lumbres. Im Peloton forcierte das Quick-Step Alpha Vinyl Team nach dem Anstieg von Cassel kurzzeitig das Tempo und teilte das Feld in mehrere Gruppen. Aufgrund der langen Distanz von 140 Kilometern, die noch zu absolvieren waren, brach das Team die Aktion jedoch wieder ab und das Peloton fuhr geschlossen weiter.
Kurz nach der vorletzten Bergwertung, die rund 48 Kilometer vor dem Ziel abgenommen wurde, setzte sich Anthony Perez von seinem Begleiter ab, der wenig später vom Peloton gestellt wurde. Anschließend hielt sich der Franzose für lange Zeit mit einem Vorsprung von wenigen Sekunden, ehe er im letzten Anstieg, der Côte du Cap Blanc-Nez, eingeholt wurde. Vor diesem Schlussanstieg erfolgte eine schnelle Abfahrt mit einer technischen Kurvenkombination die durch die Ortschaft Escalles führte. Hier positionierten sich die Mannschaften Jumbo-Visma und Ineos Grenadiers an der Spitze des Fahrerfeldes und führten in den Anstieg. Sobald die Straße zu steigen begann, forcierte die Jumbo-Visma-Mannschaft mit Nathan Van Hooydonck und Tiesj Benoot das Tempo und zogen das Peloton in die Länge. Schnell bildeten sich Lücken und zu den abgehängten Fahrern gehörte auch der Titelverteidiger Tadej Pogačar (UAE Team Emirates). Nachdem seine Teamkollegen ihre Arbeit getan hatten, setzte sich der Gesamtführende Wout van Aert (Jumbo-Visma) an die Spitze und nur Adam Yates (Ineos Grenadiers) und Jonas Vingegaard (Jumbo-Visma) konnten ihm folgen. Der Mann in Gelb hielt das Tempo weiter hoch und konnte sich kurz vor der Bergwertung sogar von seinen letzten beiden Begleitern absetzen. Wout van Aert ging mit wenigen Sekunden Vorsprung als erster in die Abfahrt. Dahinter folgten Adam Yates und Jonas Vingegaard, die die Lücke zu dem Führenden nicht mehr schließen konnten. Kurz nach den beiden überquerten auch Primož Roglič (Jumbo-Visma), Geraint Thomas, Daniel Felipe Martínez (beide Ineos Grenadiers), Romain Bardet (Team DSM), Tadej Pogačar und Alexander Wlassow (Bora-hansgrohe) die Kuppe.
Während Wout van Aert auf den letzten rund 11 Kilometern seinen Vorsprung zunächst ausbauen konnte, formierte sich hinter ihm eine Verfolgergruppe, zu der nach und nach, mehr und mehr Fahrer aufschließen konnten. Neben allen Gesamtklassement-Fahrern, schafften auch Sprinter wie Fabio Jakobsen (Quick-Step Alpha Vinyl), Jasper Philipsen (Alpecin-Deceuninck), Peter Sagan (TotalEnergies) und Mads Pedersen (Trek-Segafredo) den Sprung in die Gruppe und versuchten die Lücke zu Wout van Aert zu schließen. Der Belgier hatte zwischenzeitlich jedoch einen Vorsprung von einer halben Minute herausgefahren und kam letzten Endes acht Sekunden vor den Verfolgern im Ziel an. Im Sprint um den zweiten Platz setzte sich Jasper Philipsen durch, der glaubte die Etappe gewonnen zu haben, da er nicht mitbekommen hatte, das Wout van Aert sich abgesetzt hatte.
Nach drei zweiten Plätzen auf den ersten drei Etappen gewann Wout van Aert seine erste Tour de France Etappe des Jahres 2022. Insgesamt war es bereits sein siebter Etappenerfolg, nachdem er seit der Tour de France 2019 jährlich einmal als erster im Ziel ankam. Aufgrund der zehn Bonussekunden, die er als Etappensieger erhielt, baute Wout van Aert seinen Vorsprung in der Gesamtwertung weiter aus und lag nun bereits 25 Sekunden vor dem Zweitplatzierten Yves Lampaert (Quick-Step Alpha Vinyl). Zudem führte der Belgier auch weiterhin in der Punktewertung und seine Mannschaft Jumbo-Visma lag an der Spitze der Mannschaftswertung. In der Bergwertung baute Magnus Cort Nielsen seine Führung weiter aus, wobei mit Wout van Aert nun auch ein zweiter Fahrer gepunktet hatte. Tadej Pogačar blieb der führende in der Nachwuchswertung und Anthony Perez wurde aufgrund seiner Flucht als aktivster Fahrer mit der Roten Rückennummer ausgezeichnet.
| \| Etappenergebnis \| Etappenergebnis \| Etappenergebnis \| Etappenergebnis \| Etappenergebnis \| \| Fahrer \| Fahrer \| Land \| Team \| Zeit \| \| --------------- \| ------------------ \| --------------- \| ---------------------------------- \| --------------- \| \| 1. \| Wout van Aert \| Belgien \| Jumbo-Visma \| 4 h 01 min 36 s \| \| 2. \| Jasper Philipsen \| Belgien \| Alpecin-Deceuninck \| + 8 s \| \| 3. \| Christophe Laporte \| Frankreich \| Jumbo-Visma \| + 8 s \| \| 4. \| Alexander Kristoff \| Norwegen \| Intermarché-Wanty-Gobert Matériaux \| + 8 s \| \| 5. \| Peter Sagan \| Slowakei \| TotalEnergies \| + 8 s \| \| 6. \| Luca Mozzato \| Italien \| B&B Hotels-KTM \| + 8 s \| \| 7. \| Danny van Poppel \| Niederlande \| Bora-Hansgrohe \| + 8 s \| \| 8. \| Hugo Hofstetter \| Frankreich \| Arkéa-Samsic \| + 8 s \| \| 9. \| Michael Matthews \| Australien \| Team BikeExchange-Jayco \| + 8 s \| \| 10. \| Benjamin Thomas \| Frankreich \| Cofidis \| + 8 s \| |                    |             |                                    |                 |
| |                    |             |                                    |                 |
| Quelle: ProCyclingStats |                    |             |                                    |                 |
| Etappenergebnis |                    |             |                                    |                 |
| Fahrer | Fahrer             | Land        | Team                               | Zeit            |
| 1. | Wout van Aert      | Belgien     | Jumbo-Visma                        | 4 h 01 min 36 s |
| 2. | Jasper Philipsen   | Belgien     | Alpecin-Deceuninck                 | + 8 s           |
| 3. | Christophe Laporte | Frankreich  | Jumbo-Visma                        | + 8 s           |
| 4. | Alexander Kristoff | Norwegen    | Intermarché-Wanty-Gobert Matériaux | + 8 s           |
| 5. | Peter Sagan        | Slowakei    | TotalEnergies                      | + 8 s           |
| 6. | Luca Mozzato       | Italien     | B&B Hotels-KTM                     | + 8 s           |
| 7. | Danny van Poppel   | Niederlande | Bora-Hansgrohe                     | + 8 s           |
| 8. | Hugo Hofstetter    | Frankreich  | Arkéa-Samsic                       | + 8 s           |
| 9. | Michael Matthews   | Australien  | Team BikeExchange-Jayco            | + 8 s           |
| 10. | Benjamin Thomas    | Frankreich  | Cofidis                            | + 8 s           |

## Gesamtstände
| \| Gesamtwertung \| Gesamtwertung \| Gesamtwertung \| Gesamtwertung \| Gesamtwertung \| \| Fahrer \| Fahrer \| Land \| Team \| Zeit \| \| ------------- \| -------------------- \| ---------------------- \| ---------------------- \| ---------------- \| \| 1. \| Wout van Aert \| Belgien \| Jumbo-Visma \| 13 h 02 min 43 s \| \| 2. \| Yves Lampaert \| Belgien \| Quick-Step Alpha Vinyl \| + 25 s \| \| 3. \| Tadej Pogačar \| Slowenien \| UAE Team Emirates \| + 32 s \| \| 4. \| Mads Pedersen \| Dänemark \| Trek-Segafredo \| + 36 s \| \| 5. \| Mathieu van der Poel \| Niederlande \| Alpecin-Deceuninck \| + 38 s \| \| 6. \| Jonas Vingegaard \| Dänemark \| Jumbo-Visma \| + 40 s \| \| 7. \| Primož Roglič \| Slowenien \| Jumbo-Visma \| + 41 s \| \| 8. \| Adam Yates \| Vereinigtes Königreich \| Ineos Grenadiers \| + 48 s \| \| 9. \| Stefan Küng \| Schweiz \| Groupama-FDJ \| + 48 s \| \| 10. \| Thomas Pidcock \| Vereinigtes Königreich \| Ineos Grenadiers \| + 49 s \| |                      |                        |                        |                  |
| |                      |                        |                        |                  |
| Quelle: ProCyclingStats |                      |                        |                        |                  |
| Gesamtwertung |                      |                        |                        |                  |
| Fahrer | Fahrer               | Land                   | Team                   | Zeit             |
| 1. | Wout van Aert        | Belgien                | Jumbo-Visma            | 13 h 02 min 43 s |
| 2. | Yves Lampaert        | Belgien                | Quick-Step Alpha Vinyl | + 25 s           |
| 3. | Tadej Pogačar        | Slowenien              | UAE Team Emirates      | + 32 s           |
| 4. | Mads Pedersen        | Dänemark               | Trek-Segafredo         | + 36 s           |
| 5. | Mathieu van der Poel | Niederlande            | Alpecin-Deceuninck     | + 38 s           |
| 6. | Jonas Vingegaard     | Dänemark               | Jumbo-Visma            | + 40 s           |
| 7. | Primož Roglič        | Slowenien              | Jumbo-Visma            | + 41 s           |
| 8. | Adam Yates           | Vereinigtes Königreich | Ineos Grenadiers       | + 48 s           |
| 9. | Stefan Küng          | Schweiz                | Groupama-FDJ           | + 48 s           |
| 10. | Thomas Pidcock       | Vereinigtes Königreich | Ineos Grenadiers       | + 49 s           |

| Punktewertung | Punktewertung       | Punktewertung | Punktewertung           | Punktewertung |
| Fahrer        | Fahrer              | Land          | Team                    | Punkte        |
| ------------- | ------------------- | ------------- | ----------------------- | ------------- |
| 1.            | Wout van Aert       | Belgien       | Jumbo-Visma             | 170 P.        |
| 2.            | Fabio Jakobsen      | Niederlande   | Quick-Step Alpha Vinyl  | 109 P.        |
| 3.            | Peter Sagan         | Slowakei      | TotalEnergies           | 80 P.         |
| 4.            | Christophe Laporte  | Frankreich    | Jumbo-Visma             | 66 P.         |
| 5.            | Jasper Philipsen    | Belgien       | Alpecin-Deceuninck      | 66 P.         |
| 6.            | Dylan Groenewegen   | Niederlande   | Team BikeExchange-Jayco | 60 P.         |
| 7.            | Magnus Cort Nielsen | Dänemark      | EF Education-EasyPost   | 59 P.         |
| 8.            | Caleb Ewan          | Australien    | Lotto-Soudal            | 45 P.         |
| 9.            | Mads Pedersen       | Dänemark      | Trek-Segafredo          | 40 P.         |
| 10.           | Danny van Poppel    | Niederlande   | Bora-Hansgrohe          | 38 P.         |

| Bergwertung | Bergwertung         | Bergwertung        | Bergwertung           | Bergwertung |
| Fahrer      | Fahrer              | Land               | Team                  | Punkte      |
| ----------- | ------------------- | ------------------ | --------------------- | ----------- |
| 1.          | Magnus Cort Nielsen | Dänemark           | EF Education-EasyPost | 11 P.       |
| 2.          | Wout van Aert       | Belgien            | Jumbo-Visma           | 1 P.        |
| 3.          | Quinn Simmons       | Vereinigte Staaten | Trek-Segafredo        | -1 P.       |

| Nachwuchswertung | Nachwuchswertung   | Nachwuchswertung       | Nachwuchswertung      | Nachwuchswertung |
| Fahrer           | Fahrer             | Land                   | Team                  | Zeit             |
| ---------------- | ------------------ | ---------------------- | --------------------- | ---------------- |
| 1.               | Tadej Pogačar      | Slowenien              | UAE Team Emirates     | 13 h 03 min 15 s |
| 2.               | Thomas Pidcock     | Vereinigtes Königreich | Ineos Grenadiers      | + 17 s           |
| 3.               | Florian Vermeersch | Belgien                | Lotto-Soudal          | + 26 s           |
| 4.               | Brandon McNulty    | Vereinigte Staaten     | UAE Team Emirates     | + 36 s           |
| 5.               | Kevin Geniets      | Luxemburg              | Groupama-FDJ          | + 51 s           |
| 6.               | Andreas Leknessund | Norwegen               | Team DSM              | + 52 s           |
| 7.               | Stefan Bissegger   | Schweiz                | EF Education-EasyPost | + 1 min 05 s     |
| 8.               | Jasper Philipsen   | Belgien                | Alpecin-Deceuninck    | + 1 min 09 s     |
| 9.               | Matteo Jorgenson   | Vereinigte Staaten     | Movistar Team         | + 1 min 20 s     |
| 10.              | Jonas Rutsch       | Deutschland            | EF Education-EasyPost | + 1 min 27 s     |

| Mannschaftswertung | Mannschaftswertung                 | Mannschaftswertung           | Mannschaftswertung |
| Team               | Team                               | Land                         | Zeit               |
| ------------------ | ---------------------------------- | ---------------------------- | ------------------ |
| 1.                 | Jumbo-Visma                        | Niederlande                  | 39 h 09 min 52 s   |
| 2.                 | Ineos Grenadiers                   | Vereinigtes Königreich       | + 29 s             |
| 3.                 | Trek-Segafredo                     | Vereinigte Staaten           | + 45 s             |
| 4.                 | Quick-Step Alpha Vinyl             | Belgien                      | + 50 s             |
| 5.                 | Bora-Hansgrohe                     | Deutschland                  | + 1 min 05 s       |
| 6.                 | UAE Team Emirates                  | Vereinigte Arabische Emirate | + 1 min 08 s       |
| 7.                 | Groupama-FDJ                       | Frankreich                   | + 1 min 43 s       |
| 8.                 | Team DSM                           | Niederlande                  | + 1 min 52 s       |
| 9.                 | Intermarché-Wanty-Gobert Matériaux | Belgien                      | + 1 min 56 s       |
| 10.                | AG2R Citroën Team                  | Frankreich                   | + 1 min 56 s       |